# Comte des Lupeaulx
Le comte des Lupeaulx, né Chardin, est un personnage de La Comédie humaine d'Honoré de Balzac, né en 1785. Il s'est qualifié d'après le nom de sa ferme des Lupeaulx.
Malin, expert en combinaisons financières douteuse, il est mêlé, tout au long de la Comédie humaine à des questions d'argent. Présence (omniprésence) « papillonnante », il fait le lien entre un grand nombre de personnages.
L'explication de son « titre nobiliaire » est donnée en 1824 dans Illusions perdues.
- En 1814, il rachète, pour le compte de Jean-Esther van Gobseck et de ses associés, les dettes les plus criardes de Louis XVIII dans Les Employés ou la Femme supérieure.
- En 1815, il laisse à Gobseck et du Tillet le bénéfice d'une opération frauduleuse, dans César Birotteau. Peu de temps après, il prend la Torpille comme rat, c'est-à-dire comme prostituée attitrée dans Splendeurs et misères des courtisanes.
- En 1819, il considère Charles Grandet comme un imbécile, parce que le jeune homme préfère payer les créanciers de son père plutôt que de faire faillite et de s'enrichir (Eugénie Grandet).
- Dès 1822, dans La Rabouilleuse, il est secrétaire général d'un ministère, en étroite relation avec maître Desroches qui l'a tiré d'un mauvais pas dans La Maison Nucingen. À cette époque-là, il fait partie des « roués » de Paris qui s'acharnent à ruiner Victurnien d'Esgrignon, dans Le Cabinet des Antiques. Des Lupeaulx rencontre Lucien de Rubempré chez madame du Val-Noble et la marquise d'Espard lui prédit qu'il sera comte s'il rattache son nom à une terre. D'après Étienne Lousteau, dans La Maison Nucingen, il passe beaucoup de temps à aplanir les difficultés avec les journaux « de chantage ».
- En 1823, son neveu est sous-préfet de La Ville-aux-Fayes où le comte de Montcornet possède une propriété inexploitable (Les Paysans). Son neveu conseille au comte de vendre tout. Cette même année, contre une forte rémunération, le comte des Lupeaulx procède à une transaction pour le compte du duc de Navarreins qui a une dette envers le mari de Dinah de La Baudraye, dans La Muse du département. Dans Ursule Mirouët, il aide Savinien de Portenduère à trouver de l'argent auprès d'usuriers.
- À la fin de 1824, il abandonne La Torpille qu'il trouve « trop chère » et il devient maître des requêtes, commissaire du gouvernement auprès d'une société anonyme. Il voudrait être député, mais il a trop de dettes et pas assez d'argent pour payer le cens. Il se démène alors dans tout ce que Paris compte de journalistes, écrivains, artistes. Célestine Rabourdin espère beaucoup de lui pour l'avancement de son mari, surtout lorsque des Lupeaulx les fait inviter au ministère. Mais elle sera finalement déçue. Gobseck et Gigonnet lui apprennent qu'ils ont racheté toutes ses créances, ainsi que la terre qui lui permet de payer le cens. Mais il accepte de renoncer à se présenter à la députation contre l'attribution du titre de comte, dans Les Employés ou la Femme supérieure.
- Au début 1830, il est député et secrétaire général de la présidence du Conseil. Il demande une audience à monsieur de Granville au sujet de l'affaire de Lucien de Rubempré.

Pour les références, voir :